# Liège-Bastogne-Liège 2014
La 100e édition de Liège-Bastogne-Liège a eu lieu le 27 avril 2014. Il s'agit de la 13e épreuve de l'UCI World Tour 2014.

## Présentation

### Équipes
L'organisateur Amaury Sport Organisation a communiqué la liste des trois équipes invitées le 28 février 2014. Vingt-cinq équipes participent à ce Liège-Bastogne-Liège - dix-huit ProTeams et sept équipes continentales professionnelles :
| UCI ProTeams            | UCI ProTeams | UCI ProTeams |
| Nom de l'équipe         | Pays         | Code         |
| ----------------------- | ------------ | ------------ |
| AG2R La Mondiale        | France       | ALM          |
| Astana                  | Kazakhstan   | AST          |
| Belkin                  | Pays-Bas     | BEL          |
| BMC Racing              | États-Unis   | BMC          |
| Cannondale              | Italie       | CAN          |
| Europcar                | France       | EUC          |
| FDJ.fr                  | France       | FDJ          |
| Garmin-Sharp            | États-Unis   | GRS          |
| Giant-Shimano           | Pays-Bas     | GIA          |
| Katusha                 | Russie       | KAT          |
| Lampre-Merida           | Italie       | LAM          |
| Lotto-Belisol           | Belgique     | LTB          |
| Movistar                | Espagne      | MOV          |
| Omega Pharma-Quick Step | Belgique     | OPQ          |
| Orica-GreenEDGE         | Australie    | OGE          |
| Sky                     | Royaume-Uni  | SKY          |
| Tinkoff-Saxo            | Russie       | TCS          |
| Trek Factory Racing     | États-Unis   | TFR          |

| Équipes continentales professionnelles | Équipes continentales professionnelles | Équipes continentales professionnelles |
| Nom de l'équipe                        | Pays                                   | Code                                   |
| -------------------------------------- | -------------------------------------- | -------------------------------------- |
| Cofidis                                | France                                 | COF                                    |
| Colombia                               | Colombie                               | COL                                    |
| IAM                                    | Suisse                                 | IAM                                    |
| MTN-Qhubeka                            | Afrique du Sud                         | MTN                                    |
| NetApp-Endura                          | Allemagne                              | TNE                                    |
| Topsport Vlaanderen-Baloise            | Belgique                               | TSV                                    |
| Wanty-Groupe Gobert                    | Belgique                               | WGG                                    |

## Récit de la course
Le départ de cette centième édition de la Doyenne est marquée par la présence d'Eddy Merckx et de Philippe, le roi des Belges, qui donne le départ sur la place Saint-Lambert. Un groupe de six fuyards se dégage rapidement. Il se compose de l'Allemand Michel Koch, l'Italien Matteo Bono, le Français Sébastien Minard, le Suisse Pirmin Lang, le Sud-africain Jacobus Venter et le Belge Pieter Jacobs. Ce groupe compte jusqu'à 8 minutes d'avance sur le peloton des favoris mais l'avance diminue au fil des kilomètres. Venter puis Bono sont les derniers à être repris au pied de la côte de la Roche-aux-Faucons par l'avant-garde du peloton devancée par l'Italien Domenico Pozzovivo et le Colombien Julián Arredondo. Ce nouveau duo de tête est à son tour repris à 11 kilomètres de l'arrivée. Regroupement général au pied de la côte de Saint-Nicolas avant une nouvelle attaque de Pozzovivo cette fois-ci accompagné pat son compatriote Giampaolo Caruso. Le duo ne compte jamais plus de 15 secondes sur le peloton des favoris. L'Irlandais Dan Martin, vainqueur de l'édition précédente, contre-attaque sous la flamme rouge dans la dernière montée vers Ans. Martin fait la jonction avec Caruso qui s'était isolé en tête mais glisse et chute à la sortie du denier virage. Dans la dernière ligne droite, Caruso est finalement rattrapé puis débordé par trois hommes qui se disputent la victoire. L'Australien Simon Gerrans devance l'Espagnol Alejandro Valverde et le Polonais Michał Kwiatkowski.

## Classement final
|    | Coureur            | Pays      | Équipe                  |    | Temps           | Points UCI |
| -- | ------------------ | --------- | ----------------------- | -- | --------------- | ---------- |
| 1  | Simon Gerrans      | Australie | Orica-GreenEDGE         | en | 6 h 37 min 43 s | 100        |
| 2  | Alejandro Valverde | Espagne   | Movistar                | +  | 0 s             | 80         |
| 3  | Michał Kwiatkowski | Pologne   | Omega Pharma-Quick Step |    | 0 s             | 70         |
| 4  | Giampaolo Caruso   | Italie    | Katusha                 |    | 0 s             | 60         |
| 5  | Domenico Pozzovivo | Italie    | AG2R La Mondiale        |    | 3 s             | 50         |
| 6  | Tom-Jelte Slagter  | Pays-Bas  | Garmin-Sharp            |    | 3 s             | 40         |
| 7  | Roman Kreuziger    | Tchéquie  | Tinkoff-Saxo            |    | 3 s             | 30         |
| 8  | Philippe Gilbert   | Belgique  | BMC Racing              |    | 3 s             | 20         |
| 9  | Daniel Moreno      | Espagne   | Katusha                 |    | 5 s             | 10         |
| 10 | Romain Bardet      | France    | AG2R La Mondiale        |    | 6 s             | 4          |

## Liste des participants
- Liste de départ complète

| Légende | Légende                                                                    | Légende | Légende                                                    |
| ------- | -------------------------------------------------------------------------- | ------- | ---------------------------------------------------------- |
| Num     | Dossard de départ porté par le coureur sur ce Liège-Bastogne-Liège         | Pos     | Position à l'arrivée de la course                          |
|         | Indique un maillot de champion national ou mondial, suivi de sa spécialité | NP      | Indique un coureur qui n'a pas pris le départ de la course |
| AB      | Indique un coureur qui n'a pas terminé la course                           | HD      | Indique un coureur qui a terminé la course hors des délais |

| Garmin-Sharp GRS | Garmin-Sharp GRS           | Garmin-Sharp GRS |
| ---------------- | -------------------------- | ---------------- |
| Num              | Coureur                    | Pos              |
| 1                | Daniel Martin (IRL)        | 39e              |
| 2                | Thomas Dekker (NED)        | AB               |
| 3                | Nathan Haas (AUS)          | 103e             |
| 4                | Ryder Hesjedal (CAN)       | 77e              |
| 5                | Alex Howes (USA)           | 82e              |
| 6                | Ramūnas Navardauskas (LTU) | AB               |
| 7                | Tom-Jelte Slagter (NED)    | 6e               |
| 8                | Fabian Wegmann (GER)       | 74e              |

| Katusha KAT | Katusha KAT             | Katusha KAT |
| ----------- | ----------------------- | ----------- |
| Num         | Coureur                 | Pos         |
| 11          | Joaquim Rodríguez (ESP) | AB          |
| 12          | Giampaolo Caruso (ITA)  | 4e          |
| 13          | Alexandr Kolobnev (RUS) | 33e         |
| 14          | Dmitry Kozontchuk (RUS) | AB          |
| 15          | Alberto Losada (ESP)    | 64e         |
| 16          | Daniel Moreno (ESP)     | 9e          |
| 17          | Ángel Vicioso (ESP)     | 50e         |
| 18          | Eduard Vorganov (RUS)   | 44e         |

| Movistar MOV | Movistar MOV                | Movistar MOV |
| ------------ | --------------------------- | ------------ |
| Num          | Coureur                     | Pos          |
| 21           | Alejandro Valverde (ESP)    | 2e           |
| 22           | Imanol Erviti (ESP)         | 124e         |
| 23           | John Gadret (FRA)           | 78e          |
| 24           | José Iván Gutiérrez (ESP)   | AB           |
| 25           | Jesús Herrada (ESP) (Route) | 87e          |
| 26           | Beñat Intxausti (ESP)       | AB           |
| 27           | Gorka Izagirre (ESP)        | 85e          |
| 28           | Ion Izagirre (ESP)          | 86e          |

| AG2R La Mondiale ALM | AG2R La Mondiale ALM     | AG2R La Mondiale ALM |
| -------------------- | ------------------------ | -------------------- |
| Num                  | Coureur                  | Pos                  |
| 31                   | Carlos Betancur (COL)    | NP                   |
| 32                   | Romain Bardet (FRA)      | 10e                  |
| 33                   | Mikaël Cherel (FRA)      | 47e                  |
| 34                   | Ben Gastauer (LUX)       | 106e                 |
| 35                   | Sébastien Minard (FRA)   | AB                   |
| 36                   | Matteo Montaguti (ITA)   | 68e                  |
| 37                   | Domenico Pozzovivo (ITA) | 5e                   |
| 38                   | Christophe Riblon (FRA)  | 76e                  |

| Lampre-Merida LAM | Lampre-Merida LAM        | Lampre-Merida LAM |
| ----------------- | ------------------------ | ----------------- |
| Num               | Coureur                  | Pos               |
| 41                | Rui Costa (POR) (Route)  | AB                |
| 42                | Matteo Bono (ITA)        | 114e              |
| 43                | Mattia Cattaneo (ITA)    | 99e               |
| 44                | Damiano Cunego (ITA)     | 13e               |
| 45                | Przemysław Niemiec (POL) | 21e               |
| 46                | Nélson Oliveira (POR)    | AB                |
| 47                | Diego Ulissi (ITA)       | 66e               |
| 48                | Rafael Valls (ESP)       | 96e               |

| Astana AST | Astana AST              | Astana AST |
| ---------- | ----------------------- | ---------- |
| Num        | Coureur                 | Pos        |
| 51         | Vincenzo Nibali (ITA)   | 30e        |
| 52         | Jakob Fuglsang (DEN)    | 26e        |
| 53         | Enrico Gasparotto (ITA) | 12e        |
| 54         | Andriy Grivko (UKR)     | 119e       |
| 55         | Maxim Iglinskiy (KAZ)   | 63e        |
| 56         | Tanel Kangert (EST)     | 126e       |
| 57         | Alexey Lutsenko (KAZ)   | AB         |
| 58         | Lieuwe Westra (NED)     | 123e       |

| BMC Racing BMC | BMC Racing BMC         | BMC Racing BMC |
| -------------- | ---------------------- | -------------- |
| Num            | Coureur                | Pos            |
| 61             | Philippe Gilbert (BEL) | 8e             |
| 62             | Darwin Atapuma (COL)   | 75e            |
| 63             | Marcus Burghardt (GER) | 88e            |
| 64             | Steve Cummings (GBR)   | AB             |
| 65             | Ben Hermans (BEL)      | 32e            |
| 66             | Amaël Moinard (FRA)    | 69e            |
| 67             | Samuel Sánchez (ESP)   | 31e            |
| 68             | Peter Velits (SVK)     | 120e           |

| Orica-GreenEDGE OGE | Orica-GreenEDGE OGE            | Orica-GreenEDGE OGE |
| ------------------- | ------------------------------ | ------------------- |
| Num                 | Coureur                        | Pos                 |
| 71                  | Simon Gerrans (AUS) (Route)    | 1er                 |
| 72                  | Michael Albasini (SUI)         | 95e                 |
| 73                  | Simon Clarke (AUS)             | 41e                 |
| 74                  | Daryl Impey (RSA)              | 111e                |
| 75                  | Christian Meier (CAN)          | 115e                |
| 76                  | Cameron Meyer (AUS)            | 89e                 |
| 77                  | Ivan Santaromita (ITA) (Route) | 40e                 |
| 78                  | Pieter Weening (NED)           | 34e                 |

| FDJ.fr FDJ | FDJ.fr FDJ                    | FDJ.fr FDJ |
| ---------- | ----------------------------- | ---------- |
| Num        | Coureur                       | Pos        |
| 81         | Pierrick Fédrigo (FRA)        | 79e        |
| 82         | Arnold Jeannesson (FRA)       | 53e        |
| 83         | Laurent Mangel (FRA)          | AB         |
| 84         | Laurent Pichon (FRA)          | 92e        |
| 85         | Anthony Roux (FRA)            | 18e        |
| 86         | Jérémy Roy (FRA)              | 67e        |
| 87         | Benoît Vaugrenard (FRA)       | 110e       |
| 88         | Jussi Veikkanen (FIN) (Route) | AB         |

| Belkin BEL | Belkin BEL                 | Belkin BEL |
| ---------- | -------------------------- | ---------- |
| Num        | Coureur                    | Pos        |
| 91         | Bauke Mollema (NED)        | 15e        |
| 92         | Jack Bobridge (AUS)        | AB         |
| 93         | Jonathan Hivert (FRA)      | 94e        |
| 94         | Martijn Keizer (NED)       | 122e       |
| 95         | Paul Martens (GER)         | 45e        |
| 96         | Lars Petter Nordhaug (NOR) | 37e        |
| 97         | Bram Tankink (NED)         | 135e       |
| 98         | David Tanner (AUS)         | 132e       |

| Sky SKY | Sky SKY                  | Sky SKY |
| ------- | ------------------------ | ------- |
| Num     | Coureur                  | Pos     |
| 101     | Richie Porte (AUS)       | AB      |
| 102     | Ian Boswell (USA)        | AB      |
| 103     | Nathan Earle (AUS)       | 70e     |
| 104     | Joshua Edmondson (GBR)   | AB      |
| 105     | Christopher Froome (GBR) | NP      |
| 106     |                          |         |
| 107     | David López García (ESP) | AB      |
| 108     | Danny Pate (USA)         | AB      |

| Tinkoff-Saxo TCS | Tinkoff-Saxo TCS           | Tinkoff-Saxo TCS |
| ---------------- | -------------------------- | ---------------- |
| Num              | Coureur                    | Pos              |
| 111              | Roman Kreuziger (CZE)      | 7e               |
| 112              | Michael Valgren (DEN)      | AB               |
| 113              | Edward Beltrán (COL)       | 109e             |
| 114              | Karsten Kroon (NED)        | 128e             |
| 115              | Bruno Pires (POR)          | AB               |
| 116              | Michael Rogers (AUS)       | AB               |
| 117              | Chris Anker Sørensen (DEN) | 28e              |
| 118              | Rory Sutherland (AUS)      | 105e             |

| Lotto-Belisol LTB | Lotto-Belisol LTB           | Lotto-Belisol LTB |
| ----------------- | --------------------------- | ----------------- |
| Num               | Coureur                     | Pos               |
| 121               | Jurgen Van den Broeck (BEL) | AB                |
| 122               | Sander Armée (BEL)          | AB                |
| 124               | Bart De Clercq (BEL)        | AB                |
| 125               | Tony Gallopin (FRA)         | 35e               |
| 126               | Dennis Vanendert (BEL)      | 101e              |
| 127               | Jelle Vanendert (BEL)       | 11e               |
| 128               | Tim Wellens (BEL)           | 43e               |
| 130               | Tosh Van der Sande (BEL)    | AB                |

| Giant-Shimano GIA | Giant-Shimano GIA         | Giant-Shimano GIA |
| ----------------- | ------------------------- | ----------------- |
| Num               | Coureur                   | Pos               |
| 131               | Warren Barguil (FRA)      | 29e               |
| 132               | Thomas Damuseau (FRA)     | 136e              |
| 133               | Tom Dumoulin (NED)        | 65e               |
| 134               | Johannes Fröhlinger (GER) | AB                |
| 135               | Simon Geschke (GER)       | 24e               |
| 136               | Ji Cheng (CHN)            | AB                |
| 137               | Daan Olivier (NED)        | 55e               |
| 138               | Thomas Peterson (USA)     | AB                |

| IAM | IAM                         | IAM  |
| --- | --------------------------- | ---- |
| Num | Coureur                     | Pos  |
| 141 | Thomas Lövkvist (SWE)       | AB   |
| 142 | Stefan Denifl (AUT)         | 20e  |
| 143 | Mathias Frank (SUI)         | 27e  |
| 144 | Reto Hollenstein (SUI)      | 91e  |
| 145 | Pirmin Lang (SUI)           | 130e |
| 146 | Gustav Larsson (SWE)        | 84e  |
| 147 | Jérôme Pineau (FRA)         | AB   |
| 148 | Sébastien Reichenbach (SUI) | 22e  |

| Cannondale CAN | Cannondale CAN             | Cannondale CAN |
| -------------- | -------------------------- | -------------- |
| Num            | Coureur                    | Pos            |
| 151            | Marco Marcato (ITA)        | 71e            |
| 152            | Alberto Bettiol (ITA)      | AB             |
| 153            | Alessandro De Marchi (ITA) | 113e           |
| 154            | Michel Koch (GER)          | AB             |
| 155            | Jean-Marc Marino (FRA)     | AB             |
| 156            | Matej Mohorič (SLO)        | 127e           |
| 157            | Daniele Ratto (ITA)        | 131e           |
| 158            | Davide Villella (ITA)      | 133e           |

| Omega Pharma-Quick Step OPQ | Omega Pharma-Quick Step OPQ      | Omega Pharma-Quick Step OPQ |
| --------------------------- | -------------------------------- | --------------------------- |
| Num                         | Coureur                          | Pos                         |
| 161                         | Michał Kwiatkowski (POL) (Route) | 3e                          |
| 162                         | Jan Bakelants (BEL)              | 48e                         |
| 163                         | Michał Gołaś (POL)               | AB                          |
| 164                         | Tony Martin (GER)                | AB                          |
| 165                         | Serge Pauwels (BEL)              | AB                          |
| 166                         | Wout Poels (NED)                 | 80e                         |
| 167                         | Pieter Serry (BEL)               | 46e                         |
| 168                         | Carlos Verona (ESP)              | 72e                         |

| Trek Factory Racing TFR | Trek Factory Racing TFR   | Trek Factory Racing TFR |
| ----------------------- | ------------------------- | ----------------------- |
| Num                     | Coureur                   | Pos                     |
| 171                     | Fränk Schleck (LUX)       | 19e                     |
| 172                     | Julián Arredondo (COL)    | 25e                     |
| 173                     | Fumiyuki Beppu (JPN)      | AB                      |
| 174                     | Matthew Busche (USA)      | 81e                     |
| 175                     | Fabio Felline (ITA)       | 60e                     |
| 176                     | Bob Jungels (LUX) (Route) | 62e                     |
| 177                     | Andy Schleck (LUX)        | AB                      |
| 178                     | Calvin Watson (AUS)       | AB                      |

| Topsport Vlaanderen-Baloise TSV | Topsport Vlaanderen-Baloise TSV | Topsport Vlaanderen-Baloise TSV |
| ------------------------------- | ------------------------------- | ------------------------------- |
| Num                             | Coureur                         | Pos                             |
| 181                             | Victor Campenaerts (BEL)        | AB                              |
| 182                             | Pieter Jacobs (BEL)             | 100e                            |
| 183                             | Eliot Lietaer (BEL)             | 116e                            |
| 184                             | Thomas Sprengers (BEL)          | 73e                             |
| 185                             | Edward Theuns (BEL)             | AB                              |
| 186                             | Preben Van Hecke (BEL)          | 134e                            |
| 187                             | Arthur Vanoverberghe (BEL)      | AB                              |
| 188                             | Otto Vergaerde (BEL)            | AB                              |

| Europcar EUC | Europcar EUC                  | Europcar EUC |
| ------------ | ----------------------------- | ------------ |
| Num          | Coureur                       | Pos          |
| 191          | Thomas Voeckler (FRA)         | 36e          |
| 192          | Yukiya Arashiro (JPN) (Route) | AB           |
| 193          | Natnael Berhane (ERI)         | AB           |
| 194          | Cyril Gautier (FRA)           | 14e          |
| 195          | Perrig Quéméneur (FRA)        | 129e         |
| 196          | Kévin Réza (FRA)              | 107e         |
| 197          | Pierre Rolland (FRA)          | 23e          |
| 198          | Romain Sicard (FRA)           | 112e         |

| NetApp-Endura TNE | NetApp-Endura TNE      | NetApp-Endura TNE |
| ----------------- | ---------------------- | ----------------- |
| Num               | Coureur                | Pos               |
| 202               | Cesare Benedetti (ITA) | 54e               |
| 203               | Iker Camaño (ESP)      | 57e               |
| 204               | David de la Cruz (ESP) | 51e               |
| 205               | Bartosz Huzarski (POL) | 102e              |
| 206               | Tiago Machado (POR)    | 17e               |
| 207               | José Mendes (POR)      | 52e               |
| 208               | František Padour (CZE) | 118e              |
| 209               | Erick Rowsell (GBR)    | AB                |

| Cofidis COF | Cofidis COF              | Cofidis COF |
| ----------- | ------------------------ | ----------- |
| Num         | Coureur                  | Pos         |
| 211         | Daniel Navarro (ESP)     | AB          |
| 212         | Edwig Cammaerts (BEL)    | AB          |
| 213         | Jérôme Coppel (FRA)      | 42e         |
| 214         | Guillaume Levarlet (FRA) | 38e         |
| 215         | Luis Ángel Maté (ESP)    | 98e         |
| 216         | Rudy Molard (FRA)        | 116e        |
| 217         | Julien Simon (FRA)       | AB          |
| 218         | Romain Zingle (BEL)      | 121e        |

| MTN-Qhubeka MTN | MTN-Qhubeka MTN                  | MTN-Qhubeka MTN |
| --------------- | -------------------------------- | --------------- |
| Num             | Coureur                          | Pos             |
| 221             | Jacques Janse van Rensburg (RSA) | AB              |
| 222             | Ignatas Konovalovas (LTU)        | AB              |
| 223             | Louis Meintjes (RSA) (Route)     | 61e             |
| 224             | Sergio Pardilla (ESP)            | 58e             |
| 225             | Songezo Jim (RSA)                | AB              |
| 226             | Daniel Teklehaimanot (ERI)       | 125e            |
| 227             | Jay Robert Thomson (RSA)         | AB              |
| 228             | Jacobus Venter (RSA)             | 108e            |

| Wanty-Groupe Gobert WGG | Wanty-Groupe Gobert WGG | Wanty-Groupe Gobert WGG |
| ----------------------- | ----------------------- | ----------------------- |
| Num                     | Coureur                 | Pos                     |
| 231                     | Jérôme Baugnies (BEL)   | 90e                     |
| 232                     | Francis De Greef (BEL)  | 93e                     |
| 233                     | Thomas Degand (BEL)     | 49e                     |
| 234                     | Jérôme Gilbert (BEL)    | AB                      |
| 235                     | Michel Kreder (NED)     | AB                      |
| 236                     | Björn Leukemans (BEL)   | AB                      |
| 237                     | Marco Minnaard (NED)    | AB                      |
| 238                     | Mirko Selvaggi (ITA)    | 97e                     |

| Colombia COL | Colombia COL                       | Colombia COL |
| ------------ | ---------------------------------- | ------------ |
| Num          | Coureur                            | Pos          |
| 241          | Miguel Ángel Rubiano (COL) (Route) | 104e         |
| 242          | Juan Esteban Arango (COL)          | AB           |
| 243          | Robinson Chalapud (COL)            | 59e          |
| 244          | Fabio Duarte (COL)                 | AB           |
| 245          | Leonardo Duque (COL)               | 117e         |
| 246          | Jarlinson Pantano (COL)            | 56e          |
| 247          | Carlos Quintero (COL)              | 83e          |
| 248          | Rodolfo Torres (COL)               | AB           |